# 欧赫尼奥·戈麦斯

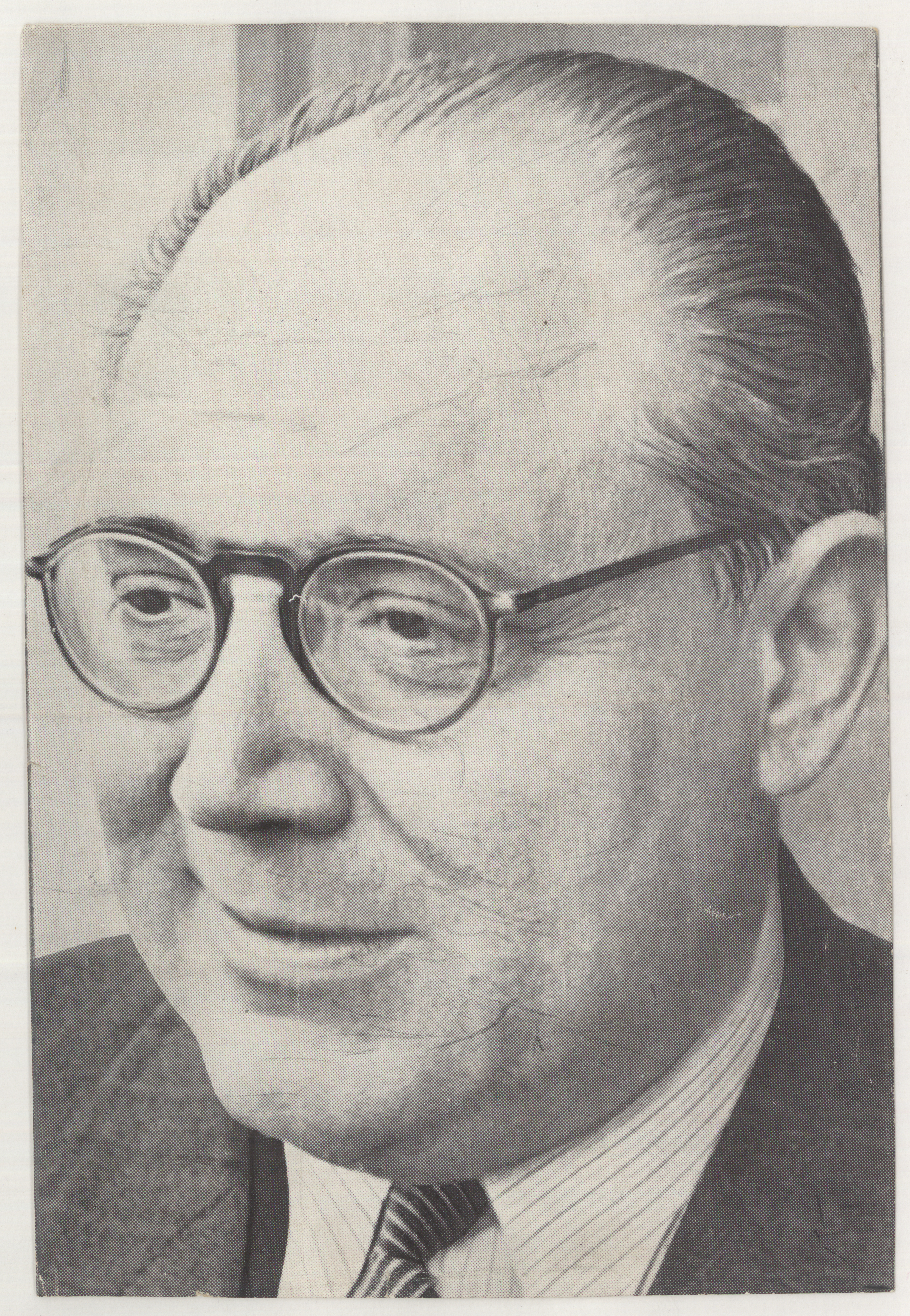
1940年代的欧赫尼奥·戈麦斯

欧赫尼奥·戈麦斯（西班牙語：Eugenio Gómez；1892年—1973年）是乌拉圭的一位左翼政治人物，为乌拉圭共产党的创始人和首任总书记（1920年—1955年）。他出生于米纳斯；早年为理发师；1920年，领导乌拉圭社会党多数派组建乌拉圭共产党；逝世于蒙得维的亚。